# Ateleute sinuata
Ateleute sinuata är en stekelart som först beskrevs av André Seyrig 1952.  Ateleute sinuata ingår i släktet Ateleute och familjen brokparasitsteklar. Inga underarter finns listade.